# 미야상 미야상

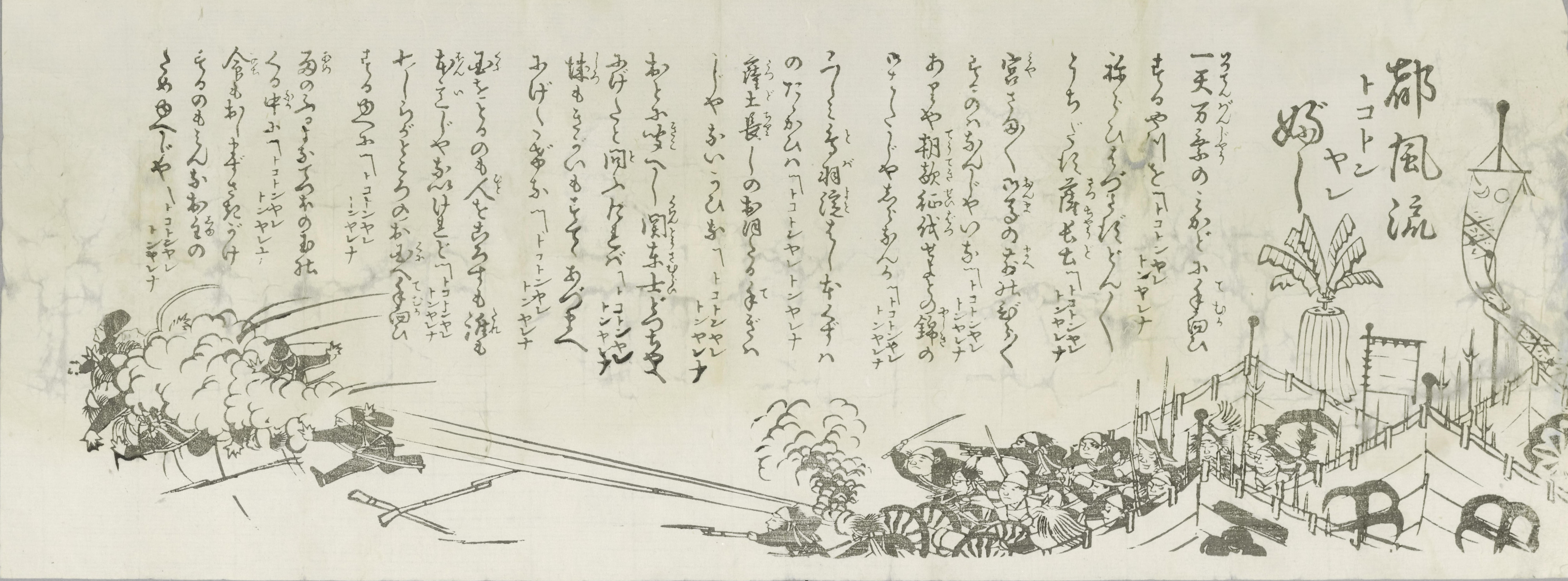
도풍류(都風流) 도코톤야레부시(메이지 원년경)

〈미야상 미야상〉(宮さん宮さん)은 1868년(게이오 4년/메이지 원년)경에 만들어진 군가·행진곡이다. 〈도코톤야레부시〉(トコトンヤレ節) 또는 〈돈야레부시〉(トンヤレ節)라고도 한다.
작사는 시나가와 야시로, 작곡은 오무라 마스지로가 했다고 전해지나 확증은 없다. 일본 최초의 군가로 여겨진다.
가사는 보신전쟁에서의 신정부군(관군)의 기세를 그리고 있다. 가사 속의 미야상은 보신전쟁 시 신정부의 총재로서 동정대총독에 임명된 아리스가와노미야 다루히토 친왕을 가리킨다.
게이오 4년 1월(1868년 1월) 사쓰마번(시마즈씨), 조슈번(모리씨), 도사번(야마우치씨) 세 번을 중심으로 하는 제번(諸藩)으로부터 편제된 신정부군은 도바·후시미 전투에서 구 막부군과 싸워 승리했다. 익월에는 신정부총재인 아리스가와노미야 다루히토 친왕이 동정대총독을 겸무하여 메이지 천황으로부터 금의 어기와 절도를 하사받고 도카이도를 향해 진군을 시작한다.
속요조의 기억하기 쉬운 가사와 명랑한 곡조로 인하여 신정부군의 병사 뿐만 아니라 폭넓게 사람들에게 애창되었다. 이후 《소학창가》 등 창가집이며 샤쿠하치, 은적(플래절랫) 등 악보에도 수록되었다.
〈미야상 미야상〉은 길버트-설리반의 오페레타 《미카도》에도 쓰였다. 자코모 푸치니의 가극 《나비 부인》에서는 야마도리 공의 라이트모티프로서 쓰이고 있다.

## 가사

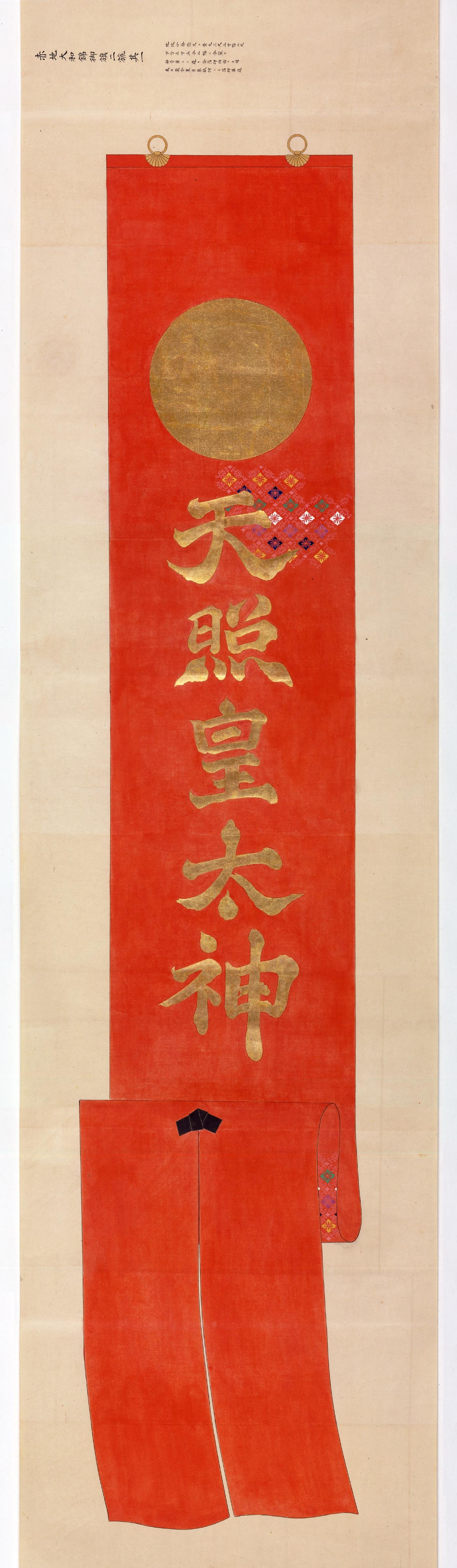
금의 어기(사진은 그림)

| 원문 | 한국어 번역 |
| --- | --- |
| 宮さん宮さんお馬の前に ヒラヒラするのは何じやいな トコトンヤレ、トンヤレナ あれは朝敵征伐せよとの 錦の御旗じや知らないか トコトンヤレ、トンヤレナ | 나으리 나으리 말 앞에서 펄럭이는 저것은 무엇이옵니까 도코톤야레 돈야레나 저것은 조적을 정벌하랍시는 금의 어기이니라 모르겠더냐 도코톤야레 돈야레나 |
| 一天萬乗の帝王に 手向ひする奴を トコトンヤレ、トンヤレナ 覗ひ外さず、 どんどん撃ち出す薩長土 トコトンヤレ、トンヤレナ                             | 일천만승의 제왕께 맞서는 것들을 도코톤야레 돈야레나 빗맞힘 없이 탕탕 쏘아 젖히는 삿초도 도코톤야레 돈야레나                                        |
| 伏見、鳥羽、淀 橋本、葛葉の戰は トコトンヤレ、トンヤレナ 薩土長肥の 薩土長肥の 合ふたる手際ぢやないかいな トコトンヤレ、トンヤレナ                | 후시미, 도바, 요도 하시모토, 쿠즈하 전투는 도코톤야레 돈야레나 삿초도히에 삿초도히에 걸맞는 상대가 아니었다더라 도코톤야레 돈야레나                |
| 音に聞えし關東武士 どつちへ逃げたと問ふたれば トコトンヤレ、トンヤレナ 城も氣慨も 捨てて吾妻へ逃げたげな トコトンヤレ、トンヤレナ                 | 이름 높다던 간토 사무라이 어디로 도망쳤나 물어보았더니 도코톤야레 돈야레나 성도 기개도 버리고 아즈마에 도망쳤다더라 도코톤야레 돈야레나            |
| 國を迫ふのも人を殺すも 誰も本意ぢやないけれど トコトンヤレ、トンヤレナ 薩長土の先手に 手向ひする故に トコトンヤレ、トンヤレナ                     | 나라를 따름도 사람을 죽임도 그 누구의 본의가 아니언마는 도코톤야레 돈야레나 삿초도의 선봉에 맞서는 까닭이라 도코톤야레 돈야레나                    |
| 雨の降るよな 鐵砲の玉の來る中に トコトンヤレ、トンヤレナ 命惜まず魁するのも 皆お主の爲め故ぢや トコトンヤレ、トンヤレナ                           | 빗발치는 듯한 철포알이 내리는 가운데 도코톤야레 돈야레나 목숨 돌보지 않고 앞서는 것도 전부 임금님을 위함이란다 도코톤야레 돈야레나                 |

## 참고문헌
- 毎日新聞社編『昭和流行歌史 : 「宮さん宮さん」から「北の宿から」まで心の歌500曲』毎日新聞社〈一億人の昭和史〉、1977年。
- 武田勝蔵『宮さん宮さん : 明治回顧』武田勝蔵、1969年。
- 井筒月翁『維新侠艶録』中公文庫、1988年（原著、萬里閣書房、1928年）。